# Овар (район)
Овар (порт. Ovar) — район (фрегезия) в Португалии, входит в округ Авейру. Является составной частью муниципалитета Овар. Находится в составе крупной городской агломерации Большое Авейру. По старому административному делению входил в провинцию Бейра-Литорал. Входит в экономико-статистический субрегион Байшу-Воуга, который входит в Центральный регион. Население составляет 17 185 человек. Занимает площадь 48,98 км².